# Tabouret W.W.
Le tabouret W.W. est un tabouret en aluminium dessiné par Philippe Starck en 1990. Conçu pour le bureau du réalisateur allemand Wim Wenders, il est haut de 97 cm et lourd de 5 kg. Il est fabriqué par Vitra.